# Rudolf Dydi
Rudolf Dydi (ur. 24 lipca 1979) – słowacki bokser, brązowy medalista mistrzostw świata w Budapeszcie.

## Kariera amatorska
W 1997 roku zdobył brązowy medal podczas mistrzostw świata w Budapeszcie. W półfinale pokonał go na punkty (7:4), srebrny medalista Roel Velasco.
W 2002 roku zdobył brązowy medal na mistrzostwach europy w Permie. W półfinale pokonał go złoty medalista tych mistrzostw, Siergiej Kazakow.
W 2004 i 2007 roku zdobywał brązowe medale na mistrzostwach Unii Europejskiej.